# Klitgaard (slægter)
En række danske familier bærer efternavnet Klitgaard. Ifølge Danmarks Statistisk bærer 1.172 personer efternavnet (2012). De fleste af Klitgaard-slægterne har taget navn efter en håndfuld stednavne i Nørrejylland, først og fremmest:
- Klitgaard i Nørholm Sogn (Hornum Herred, Ålborg Amt) nær Nibe. Oprindeligt en større avlsgård under Store Restrup Herregård, som også har givet navn til det nærliggende Klitgårds Fiskerleje og Klitgård Hage.
- Klitgård i Ulsted Sogn (Kær Herred, Ålborg Amt). Oprindeligt en større gård under Gettrup herregård, siden proprietærgård, og nu genforenet med resterne af Gettrup og kernen i en ny godsdannelse.
- Øster Klitgaard og Vester Klitgaard, samt Klim Klit m.v. i Klim Sogn (Vester Han Herred, Thisted Amt).

Fra Klitgaard i Nørholm stammer tre indbyrdes beslægtede familier af navnet, der siden 1600-tallet har talt flere prominente medlemmer, især inden for handel og landbrug. Medlemmer af Klitgaard-slægterne har bl.a. ejet godserne Bangsbo Hovedgård (Flade Sogn), Skærsø (Dråby Sogn, Mols Herred, Randers Amt), Søholt (Fuglslev Sogn, Djurs Sønder Herred, Randers Amt) og Store Restrup Herregård (Nørholm Sogn, Hornum Herred, Aalborg Amt).

## Personer
Klitgaard-slægterne fra Nørholm tæller bl.a.:
- Jens Gregersen Klitgaard (1697-1755), rådmand og købmand i København
- Carl Klitgaard (købmand) (1802-1877), storkøbmand i Blokhus og initiativtager til anlæg af Hirtshals (Jens Carl Bang Klitgaard)[1]
- Jens Carl Bang Klitgaard (1855-1924), storkøbmand i Nørresundby og medejer af Store Restrup Herregård
- Carl Klitgaard (postmester) (1868-1957), postmester, slægtsforsker og lokalhistoriker[2]
- Frede Klitgård (født 1923), modstandsmand
- Carl Max Klitgaard (1892-1944), assurandør, proprietær og nazist
- Robert Klitgaard (født 1947), amerikansk økonomi-professor ved Harvard og Yale, fhv. rektor for Claremont Graduate University
- Peter Kurrild-Klitgaard (født 1966), professor i statskundskab[3]

Fremtrædende personer af navnet, hvis slægtsmæssige tilhørsforhold ikke for nærværende kan placeres præcist, er f.eks.:
- Harald Klitgaard (1855-1937), grosserer og formand for Grosserer-Societetet[4]
- Johannes Klitgaard (1863-1934), departementschef, hovedrevisor
- Kaj Klitgaard (1888-1953), dansk-amerikansk kunstmaler og forfatter
- Georgina Klitgaard (1893-1976) (født Berrian, gift med Kaj Klitgaard), amerikansk kunstmaler
- Mogens Klitgaard (1906-1945), forfatter[5]
- Grete Klitgaard (1934-1964), sangerinde
- Mikael Klitgaard, borgmester